# Andrew Robinson (acteur)
Pour les articles homonymes, voir Andrew Robinson et Robinson.
Andrew Robinson, né le 14 février 1942 à New York, est un acteur américain.

## Biographie
Andrew Robinson est connu pour ses rôles de personnages déviants. Il a beaucoup travaillé pour la télévision ainsi que dans des films à petits budgets. Il parle relativement bien le japonais et le français.
Un de ses rôles les plus célèbres restent celui du tueur en série Scorpion dans L'Inspecteur Harry de Don Siegel en 1971, ainsi que ceux de Larry Cotton dans le film d'horreur Hellraiser : Le Pacte en 1987 et d'Elim Garak dans la série Star Trek : Deep Space Nine.

## Filmographie

### Au cinéma
- 1971 : L'Inspecteur Harry de Don Siegel : Charles "Scorpion" Davis
- 1973 : Tuez Charley Varrick! de Don Siegel : Harman Sullivan
- 1975 : La Toile d'araignée de Stuart Rosenberg : Pat Reavis
- 1975 : A Woman for All Men : Steve McCoy
- 1985 : Mask de Peter Bogdanovich : Dr. Vinton
- 1986 : Cobra de George Cosmatos : Monte
- 1987 : The Verne Miller Story : Pretty Boy Floyd
- 1987 : Hellraiser : Le Pacte de Clive Barker : Larry Cotton
- 1988 : Randonnée pour un tueur de Roger Spottiswoode : Harvey
- 1991 : Chucky 3 de Jack Bender : Sgt. Botnick
- 1991 : Prime Target : le commissaire
- 1994 : There Goes My Baby : Frank
- 1994 : Les Maîtres du monde de Stuart Orme : Hawthorne
- 1994 : Pumpkinhead II: Blood Wings de Stan Winston : Sean Braddock
- 1998 : Running Woman : Don Gibbs
- 2004 : Homeland Security : sénateur

### Télévision
- 1976-1978 : Ryan's Hope : Frank Ryan #2
- 1976-1980 : Barnaby Jones (4 épisodes)
- 1978 : L'Incroyable Hulk : le Dr Stan Rhodes (saison 1, épisode 8)
- 1979 : "CHiPs" : Bill Clayton (saison 3, épisode 8)
- 1980 : Shérif, fais-moi peur : Billy Joe (saison 3, épisode 4)
- 1980 : Vegas : Derek Razzio
- 1980 : Pour l'amour du risque : Mick Steele (saison 2, épisode 3)
- 1982 : Shérif, fais-moi peur : Pruitt (saison 5, épisode 12)
- 1983 : L'Agence tous risques : Jackson (saison 1, épisode 12)
- 1983 : L'Agence tous risques : le shérif adjoint Rance (saison 2, épisode 12)
- 1983 : Pour l'amour du risque : Mike Huntington (saison 4, épisode 12)
- 1986 : La Cinquième dimension : JFK (saison 1, épisode 22)
- 1987 : La Cinquième dimension : le passager à la bombe (saison 2, épisode 17)
- 1988 : Liberace : Liberace (téléfilm)
- 1993-1999 : Star Trek : Deep Space Nine : Elim Garak, le tailleur cardassien sur la station Deep Space 9
- 1993 : Arabesque : Ambrose Griffith (saison 10, épisode 7)
- 1994 : Arabesque : James Harris (saison 11, épisode 11)
- 1994 : M.A.N.T.I.S. : Solomon Box
- 1999-2004 : JAG : l'amiral Thomas Kly
- 1999-2005 : Amy : Daniel McGill
- 2002 : Hôpital San Francisco : Jesse (2 épisodes)
- 2021-2022 : Dota: Dragon's Blood (en) : Indrak (voix, 2 épisodes)

### Comme réalisateur
- 1996 : Star Trek : Deep Space Nine : un épisode
- 1997–1998 : Star Trek : Voyager : deux épisodes
- 1999–2005 : Amy : sept épisodes